# Elettricità statica

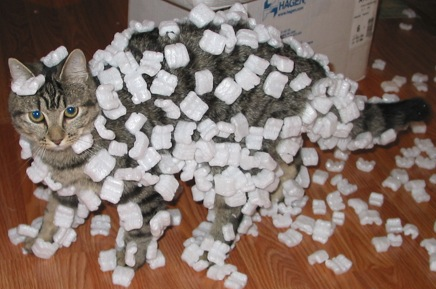
Un gatto rimasto ricoperto di pezzetti di polistirolo dopo essersi intrufolato in una scatola, a causa dell'elettricità statica. L'effetto triboelettrico fa sì che il movimento del gatto provochi una carica elettrostatica, la quale fa aderire le molecole di polistirolo alla pelliccia del gatto.

L'elettricità statica è l'accumulo superficiale e localizzato di cariche elettriche su un corpo. Può verificarsi sia in un materiale conduttore che in un isolante.

## Storia
Questo fenomeno è stato osservato e descritto fin dall'antichità; i greci effettuarono esperimenti in tal senso con l'ambra gialla, dal cui nome greco, elektron, prende il nome l'elettricità. L'accumulo di carica elettrica può essere tale da creare differenze di potenziale che possono raggiungere grandezze dell'ordine di 107 V.

## Modalità di accumulo
Generalmente avviene tramite elettrizzazione per strofinio di materiali isolanti, questo perché la forza d'attrito agisce in modo tale da "strappare" elettroni da uno dei due materiali, che si carica così positivamente, per farli finire sul secondo, che si carica così negativamente. Essendo poi i materiali isolanti, la carica rimane localizzata, generando un campo elettrico e di conseguenza un potenziale elettrostatico che è il responsabile della "scossa" che si riceve a toccare un oggetto così elettrificato. Esiste anche l'elettrizzazione per contatto e l'elettrizzazione per induzione.

## Effetti
Sono molteplici i casi in cui  è possibile riscontrare questo fenomeno nella vita di tutti i giorni a partire ad esempio dagli abiti in tessuto sintetico che si elettrizzano, alla scossa che si avverte scendendo e toccando la carrozzeria dell'automobile, dai capelli che si rizzano dopo essere stati pettinati, alle particelle di polvere che rimangono attratte dai tubi a raggi catodici dei televisori. Questi fenomeni si verificano principalmente in giornate secche, perché l'umidità è un ottimo conduttore che permette alle cariche di disperdersi prima di creare un potenziale elettrico sensibile, ed in giornate ventose, perché il veloce movimento dell'aria dà luogo ad effetti d'attrito simili a quelli riscontrati nell'elettrizzazione per strofinio.